# Long Road to Ruin
"Long Road to Ruin" é o segundo single da banda americana Foo Fighters de seu sexto álbum de estúdio Echoes, Silence, Patience & Grace. O vídeo foi divulgado em 1 de novembro de 2007, com o single sendo lançado em 3 de dezembro de 2007. O vídeo foi dirigido por Jesse Peretz, que já havia colaborado anteriormente com a banda em "Big Me", "Learn to Fly", "The One" e "Low".

## Lista de faixas
- CD 2-faixas

1. "Long Road to Ruin"
2. "Seda"

- Maxi CD

1. "Long Road to Ruin"
2. "Keep the Car Running" (cover de Arcade Fire, ao vivo em Brighton em 18 de agosto de 2007)
3. "Big Me" (ao vivo no Wal-Mart Soundcheck)
4. "Long Road to Ruin" (vídeo)

- 7"

1. "Long Road to Ruin"
2. "Holiday in Cambodia" (cover de Dead Kennedys, ao vivo para o MTV Video Music Awards de 2007, feat. Serj Tankian)

## Posições nas paradas
| País/Parada (2007)                                 | Melhor posição |
| -------------------------------------------------- | -------------- |
| Austrália (ARIA)                                   | 38             |
| Bélgica (Ultratip Bubbling Under de Flandres)      | 6              |
| Canadá (Canadian Hot 100)                          | 43             |
| Canadá (Billboard Rock)                            | 1              |
| Alemanha (Offizielle Deutsche Charts)              | 79             |
| Nova Zelândia (Recorded Music NZ)                  | 21             |
| Suécia (Sverigetopplistan)                         | 23             |
| Portugal (Associação Fonográfica Portuguesa)       | 41             |
| Reino Unido (UK Singles Chart)                     | 35             |
| Reino Unido (OCC UK Rock and Metal)                | 1              |
| Estados Unidos (Billboard Hot 100)                 | 89             |
| Estados Unidos (Billboard Adult Alternative Songs) | 21             |
| Estados Unidos (Billboard Mainstream Rock)         | 2              |
| Estados Unidos (Billboard Alternative Airplay)     | 1              |